# 弗里德里希·策哈
弗里德里希·策哈 （德語：Friedrich Cerha，德語發音：[ˈfʁiːdʁɪç ˈt͜sɛʁha]，1926年2月17日—2023年2月14日）是奥地利作曲家、指挥家和学术教师。他在维也纳的合奏团Die Reihe对在奥地利传播当代音乐起到了重要作用。他根据布莱希特的剧本创作了几部歌剧，从《巴尔》开始。他最著名的作品是通过编排未完成的第三幕来完成阿尔班·伯格的《露露》 ，该剧于 1979年在巴黎首演。

## 奖项
- 1964年：Theodor Körner 奖[1]
- 1986年：奥地利国家音乐大奖[1][2]
- 1986年：施蒂利亚州金质奖章[1]
- 1986年：维也纳金质荣誉勋章[1]
- 1988年：维也纳音乐厅名誉会员[3]
- 2005年：奥地利科学与艺术装饰[2][4]
- 2006年：威尼斯双年展金狮奖[1][2]
- 2007年：维也纳音乐之友协会名誉会员[3]
- 2008年：维也纳地区服务金奖[1][2]
- 2010年：因在下奥地利州服务而获得银指挥官荣誉十字勋章[1]
- 2011年：萨尔茨堡音乐奖[1][2]
- 2012年：恩斯特·冯·西门子音乐奖[1][2][5]

### 名誉博士学位
- 2017年：锡根大学[6][7]

## 作品
他的作品由环球出版社出版， 包括：

### 歌剧
- Netzwerk, 1981 为歌手、朗诵者、运动团体和管弦乐队而作[10]
- 巴尔, 1974/81 – 文本：Bertolt Brecht
- Der Rattenfänger, 1987 – 文字：Carl Zuckmayer
- 完成歌剧《露露》 ，制作于1962–78 [10]
- Der Riese vom Steinfeld, 2002 – 文字：Peter Turrini, 完成于2002
- Onkel Präsident（德语）, 2013 – 文字：Peter Wolf和 策哈

### 其他作品
- 明镜 I, 1960 动作组、灯光组、管弦乐队和磁带[10][11]
- 明镜 II–VII, 1960–72 [11]
- 交响乐团, 1975
- Requiem für Hollensteiner ，文本：Thomas Bernhard 1982/83， [10]献给 Kurt Ohnsorg，由奥地利音乐青年为纪念维也纳青年合唱团成立 25 周年而创作。 [12]
- Baal-Gesänge, 1983
- Keintate I, II, 1983 ff.[10]
- 卡尔·普朗特纪念碑，1988年
- 和解安魂曲的 Introitus 和 Kyrie, 1995
- Fünf Stücke为 A 大调单簧管、大提琴和钢琴而作，1999–2000
- 高音萨克斯管与管弦乐队协奏曲，2003-2004
- 小提琴协奏曲，2004
- 双簧管五重奏，2007
- 打击乐协奏曲，2007–2008
- 就像管弦乐队的悲喜剧，2008–2009
- Bruchstück，为合奏而作，2009
- 贝多芬第九交响曲开头的释义，2010
- 为弦乐三重奏而作的Zebra-Trio ，2011
- 管弦乐队，2012
- Drei Sätze für Orchester, 2015
- Fasce for orchestra,[10]1993年以前
- Langegger Nachtmusiken I-III,[10]1993年之前
- Relazioni fragili for chamber ensemble,[10]1993年之前